# العلاقات السويدية الميكرونيسية
العلاقات السويدية الميكرونيسية هي العلاقات الثنائية التي تجمع بين السويد وولايات ميكرونيسيا المتحدة.

## مقارنة بين البلدين
هذه مقارنة عامة ومرجعية للدولتين:
| وجه المقارنة                                              | السويد                                                                               | ولايات ميكرونيسيا المتحدة |
| --------------------------------------------------------- | ------------------------------------------------------------------------------------ | ------------------------- |
| المساحة (كم2)                                             | 450.30 ألف                                                                           | 702                       |
| عدد السكان (نسمة)                                         | 10.16 مليون                                                                          | 105.54 ألف                |
| الكثافة السكانية (ن./كم²)                                 | 22.56                                                                                | 15.03 ألف                 |
| العاصمة                                                   | ستوكهولم                                                                             | باليكير                   |
| اللغة الرسمية                                             | اللغة السويدية، لغات السامي، اللغة الفنلندية، منكيلي، اللغة الرومنية، اللغة اليديشية | لغة إنجليزية              |
| العملة                                                    | كرونة سويدية                                                                         | دولار أمريكي              |
| الناتج المحلي الإجمالي (بليون دولار)                      | 538.04 مليار                                                                         | 336.43 مليون              |
| الناتج المحلي الإجمالي (تعادل القوة الشرائية) بليون دولار | 469.01 مليار                                                                         | 365.27 مليون              |
| الناتج المحلي الإجمالي الاسمي للفرد دولار أمريكي          | 50.58 ألف                                                                            | 3.02 ألف                  |
| الناتج المحلي الإجمالي للفرد دولار أمريكي                 | 45.30 ألف                                                                            |                           |
| مؤشر التنمية البشرية                                      | 0.907                                                                                | 0.640                     |
| رمز المكالمات الدولي                                      | +46                                                                                  | +691                      |
| رمز الإنترنت                                              | .se                                                                                  | .fm                       |
| المنطقة الزمنية                                           | توقيت وسط أوروبا، ت ع م+01:00، ت ع م+02:00، أوروبا/ستوكهولم ‏                         |                           |

## منظمات دولية مشتركة
يشترك البلدان في عضوية مجموعة من المنظمات الدولية، منها:
| علم المنظمة | اسم المنظمة                               | تاريخ انضمام السويد | تاريخ انضمام ولايات ميكرونيسيا المتحدة |
| ----------- | ----------------------------------------- | ------------------- | -------------------------------------- |
|             | بنك التنمية الآسيوي                       | 1966                | 1990                                   |
|             | مؤسسة التنمية الدولية                     | 24 سبتمبر 1960      | 24 يونيو 1993                          |
|             | يونسكو                                    | 23 يناير 1950       | 19 أكتوبر 1999                         |
|             | وكالة ضمان الاستثمار متعدد الأطراف        | 12 أبريل 1988       | 11 أغسطس 1993                          |
|             | الأمم المتحدة                             | 19 نوفمبر 1946      | 17 سبتمبر 1991                         |
|             | البنك الدولي للإنشاء والتعمير             | 31 أغسطس 1951       | 24 يونيو 1993                          |
|             | الاتحاد الدولي للاتصالات                  | 1866                | 18 مارس 1993                           |
|             | منظمة حظر الأسلحة الكيميائية              | ?                   | ?                                      |
|             | مؤسسة التمويل الدولية                     | 20 يوليو 1956       | 24 يونيو 1993                          |
|             | المركز الدولي لتسوية المنازعات الاستشارية | 28 يناير 1967       | 24 يوليو 1993                          |

## وصلات خارجية
- موقع وزارة الخارجية السويدية